# 哈蒂格 (阿肯色州)
哈蒂格（英語：Huttig）是一個位於美國阿肯色州猶尼昂縣的城市。

## 地理
哈蒂格的座標為33°02′20″N 92°11′02″W / 33.03889°N 92.18389°W，而該地的平均海拔高度為31米（即102英尺）。

## 人口
根據2020年美國人口普查的數據，哈蒂格的面積為7.98平方千米，當中陸地面積為7.72平方千米，而水域面積為0.26平方千米。當地共有人口448人，而人口密度為每平方千米56人。